# Emili Lluch i Arnal
Emili Lluch i Arnal (Nàquera, Camp de Túria, 1879 - València, 1955) fou un professor i arqueòleg valencià. Com a arqueòleg fou el responsable d'importants descobriments arqueològics a la comarca del Camp de Túria, i col·laborà amb el Laboratori d'Arqueologia de la Universitat de València i amb el Servei d'Investigació Prehistòrica de la Diputació de València. Fou director numerari del Centre de Cultura Valenciana. Publicà Compendio de historia del antiguo reino de Valencia (1953) i deixà inèdita una voluminosa obra sobre El Señorío y Baronía de Náquera, amb la qual guanyà (1941) el premi de la Diputació de València en els Jocs Florals de Lo Rat-Penat. A l'obra hi descriu l'evolució històrica de Nàquera des de la prehistòria fins a la Guerra Civil espanyola, posant especial èmfasi en les restes arqueològiques i en l'època immediatament posterior a la Conquesta. Per altra banda, també realitza algunes biografies dels seus fills il·lustres i, als apèndixs, mostra els arbres genealògics dels senyors de Nàquera.